# Malakka (sułtanat)
Malakka – sułtanat muzułmańskich emigrantów z Sumatry utworzony ok. 1400 r. na obszarach obecnego stanu Malakka w Malezji. W 1511 r. opanowany przez Portugalczyków (admirał Alfonso d'Albuquerque). W 1528 r. na miejsce sułtanatu Malakki powstał sułtanat Johoru.

## Sułtani Malakki
- Parameswara (1402–1424)
- Muhammad Shah (1424–1444)
- Muzaffar Shah (1444–1459)
- Mansur Shah (1459–1477)
- Alauddin Riayat Shah (1477–1488)
- Mahmud Shah (1488–1528)